# Старовірівське водосховище
Старовірівське водосхо́вище — невелике руслове водосховище на річці Берестовенька (ліва притока р. Берестова). Розташоване в Берестинському районі Харківської області.

## Опис
Водосховище збудовано у 1981 році за проєктом Українського відділення інституту «Сельенергопроект». Призначення — зрошення, риборозведення, рекреація. Вид регулювання — сезонне.

### Основні параметри водосховища
- нормальний підпірний рівень — 115,5 м;
- форсований підпірний рівень — 116,7 м;
- рівень мертвого об'єму — 112,0 м;
- повний об'єм — 2,89 млн м³;
- корисний об'єм — 2,67 млн м³;
- площа дзеркала — 132 га;
- довжина — 4,12 км;
- середня ширина — 0,32 км;
- максимальні ширина — 0,60 км;
- середня глибина — 2,19 м;
- максимальна глибина — 5,50 м.

### Основні гідрологічні характеристики
- Площа водозбірного басейну — 115,9 км².
- Річний об'єм стоку 50 % забезпеченості — 5,79 млн м³.
- Паводковий стік 50 % забезпеченості — 3,94 млн м³.
- Максимальні витрати води 1 % забезпеченості — 89,5 м³/с.

### Склад гідротехнічних споруд
- Глуха земляна гребля довжиною — 855 м, висотою — 9,1 м, шириною — 10 м. Закладення верхового укосу — 1:2,5, низового укосу — 1:2.
- Шахтний водоскид із монолітного залізобетону висотою — 5,5 м, прямокутним січенням 5×9 м.
- Водовідвідна труба трьохвічкова із збірних залізобетонних блоків, розмірами 3(2,0х2,5)м, довжиною — 29,5 м.
- Донний водоспуск у вигляді отвору розмірами 0,8×0,8 м в передній стінці шахти на рівні дна, обладнаним металевим затвором. Розрахункова витрата — 2,5 м³/с.

### Використання водосховища
Водосховище було побудовано для зрошення.
На даний час використовується для риборозведення ПСРП «Нововодолазький рибгосп».